# Bernardo IV de Cominges
Bernard IV de Comminges (fallecido el 22 de febrero de 1225) fue hijo de Bernardo III Dodon (conde de Cominges) y de Laura, supuestamente hija ilegítima de Alfonso Jordán (Conde de Tolosa). Heredó el título de conde de Cominges en 1176 manteniéndolo hasta la muerte junto con los de conde de Bigorra, vizconde de Marsán, señor de Muret, de Samatán y de Zaragoza.

## Biografía
Participó en la Batalla de Las Navas de Tolosa en 1212 junto con otros ultramontanos o voluntarios franceses. Un año más tarde sufriría la derrota con los demás nobles occitanos en la Batalla de Muret que decidiría la primera fase de la Cruzada Albigense y que se libró en uno de los territorios de Bernardo IV (Muret). Tras la victoria de los cruzados y la muerte de Pedro II de Aragón se disuelve la alianza entre los señores del Mediodía viéndose obligado el conde de Cominges a jurar ante el legado papal Arnaldo Amalric no volver a apoyar a los herejes cátaros y a peregrinar a Roma en busca de perdón para mantener sus posesiones (que le serían confirmadas por el 4.º Concilio de Letrán. 
Esto no impediría que años después volviera a tomar armas junto a los condes tolosanos para enfrentarse al poder real francés (participando incluso en el asedio de Toulouse donde muere Simón de Montfort). Finalmente por las presiones del Papa Honorio III se retira de la lucha en septiembre de 1220.

### Matrimonios y descendencia
Contrajo matrimonio en 1180 en primeras nupcias con Beatriz III de Bigorra, condesa de Bigorra (condado vecino y rival del de Cominges). En 1192 la repudia tratando de apropiarse de las posesiones de su mujer, lo que hace intervenir a Alfonso II de Aragón quien ordena que el condado pase a posesión de la hija de ambos:
- Petronila de Bigorra (1184-1251).

En 1195 se vuelve a casar con Comtors hija del vizconde de la Barthe con quien tendría dos hijos:
- Bernardo V (conde de Cominges)
- Arnaud-Roger (obispo de Cominges)

Obligado a separarse de ella por una cuestión de consanguinidad se casa en terceras nupcias en 1197 con María de Montpellier de quien se separaría en 1201 para permitir el matrimonio de esta con Pedro II de Aragón que deseaba heredar el Señorío de Montpellier. 
Del matrimonio entre María y Bernardo nacen:
- Matilde (casada en 1212 con Sancho III, vizconde de la Barthe)
- Petronila (casada con Centulle Ier, conde de Astarac)

También fue padre dos hijas cuya madre se ignora:
- Delfina (abadesa de l’Esclache)
- Mascarosse